# Valaques de Bulgarie

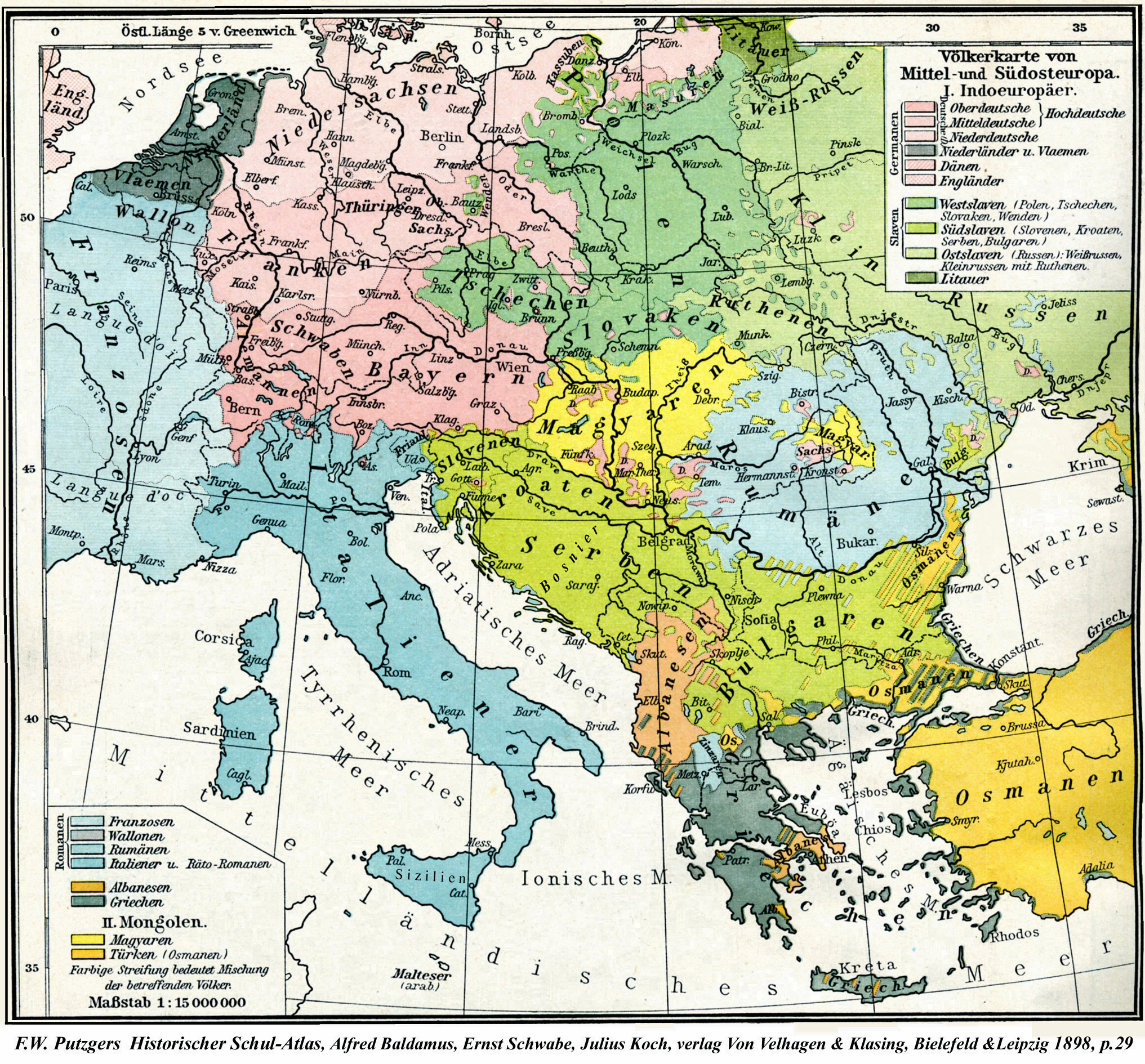
Les langues de l'Europe centrale et du Sud-Est en 1898 : on remarque que Bulgares et Roumains étaient encore présents des deux côtés du Danube ; les Aroumains sont désignés comme « Zinzares ».

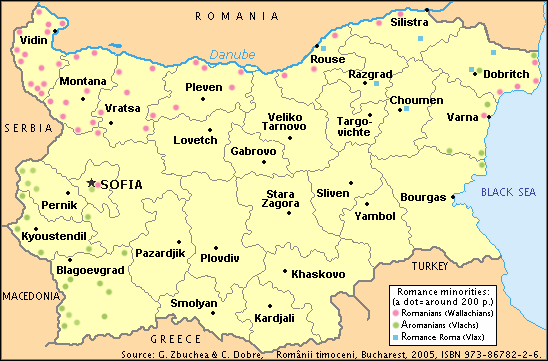
Minorités romanophones de Bulgarie.

L'expression Valaques de Bulgarie désigne dans ce pays trois minorités romanophones, composées de Roumains, d'Aroumains, ainsi que des groupes de Roms.

## Populations valaques en Bulgarie
La dénomination de Valaque en Bulgarie se rapporte à trois minorités romanophones :
- les Roumains qui se concentrent dans la partie Nord-Ouest de la Bulgarie, dans les oblasts de Vidin, de Montana, de Vratsa et de Pleven, locuteurs du roumain et plus précisément du parler d'Olténie. Les Roumains des oblast de Vidin et Montana sont séparés en deux groupes, d'un côté les « Dunăreni », qui vivent au nord dans la plaine proche du Danube, et de l'autre les « Pădureni », qui habitent au sud dans les collines et les montagnes. Les Roumains qui sont comptabilisés comme tels comptent environ 10 000 personnes (voir ci-dessous)[1].
- les Aroumains, locuteurs de l'aroumain, qui se concentrent d'une part dans le Sud-Ouest de la Bulgarie (peut être les vallées de la Mesta et de la Struma, oblast de Blagoevgrad ; peut-être la chaîne de montagnes des Rhodopes occidentales[2]) et d'autre part, peut-être dans le Nord-Est de la Bulgarie (oblast de Dobritch). À côté de ces populations d'origine pastorale, il existe en Bulgarie, surtout à Sofia la capitale, des aroumaines urbaines. Elles descendent d'immigrées arrivées vers 1900, déjà citadines, venant de Krouchevo (Macédoine du Nord) ; certains mythes familiaux les font même venir de Voskopojë, ville plus éloignée, centrale pour les valaques d'Albanie, expliquant leur implication dans l'insurrection d'Ilinden–Préobrajénié ou la république de Krouchevo. Ces gens sont aujourd'hui ingénieurs, banquiers, notables[2]... Les Aroumains n'apparaissent plus dans les derniers recensements mais leurs associations culturelles affirment représenter environ 9 000 personnes, appelées ici « grãmușteni », « fãrșeroți » ou « çipani »[3].
- des groupes de Roms roumanophones ou parlant des dialectes romani mêlés de roumain (Vlax).

## Démographie des Roumains de Bulgarie
| Année | Locuteurs roumains | Minorité roumaine |
| ----- | ------------------ | ----------------- |
| 1881  | 49,070             |                   |
| 1887  | 75,235             |                   |
| 1905  | 89,847             | 79,910            |
| 1910  | 96,502             | 81,272            |
| 1920  | 75,065             | 66,944            |
| 1926  | 83,746             | 69,080            |
| 1934  |                    | 16,504            |
| 1938  |                    | 1,511             |
| 2001  | 10,566             | 1,088             |

## Origine et histoire
Dans l’Antiquité, les territoires actuels de la Bulgarie et de la Roumanie étaient habitées par des tribus thraces, contribuant à l’ethnogenèse des deux peuples (lesquels partagent bien des traditions communes, comme la Martenitsa-Mărțișor). Durant les invasions barbares, aux IXe et Xe siècles, les slaves et les premiers bulgares se sont croisés dans tout cet espace pour s’installer dans les plaines autour du Danube, des Balkans et des Carpates, établissant ainsi le Premier État bulgare au VIIe siècle : celui-ci s’étendait sur les deux pays actuels et sa population était aussi bien slave (Sklavinies) que romane (Valaques) et proto-Bulgare (les proto-Bulgares étaient des cavaliers venus de l'actuelle Ukraine, alors nommée Vieille-Bulgarie ou « Empire de Koubrat »). L’âge d’or du Premier État bulgare eut lieu sous Siméon I : de cette période date une part notable du vocabulaire slave en roumain, issu des Langues slaves méridionales. La partie de ce royaume située au sud du Danube a été conquise par l'Empire byzantin aux IXe et Xe siècles tandis que la partie nord tombait au pouvoir des Magyars, des Petchénègues puis des Coumans (ces derniers sont à l’origine de quelques dynasties de voïvodes de Valachie, tels les Basarab).
Au XIIe siècle naît, d’une révolte des Valaques contre les Byzantins, le « royaume des Bulgares et des Valaques » (comme le nommaient les documents de son temps) qui s’étendit également sur les deux pays actuels, laissant en héritage aux voïvodes roumains et à l’Église roumaine le slavon comme langue de chancellerie et liturgique, ainsi que l’écriture gréco-slavonne originaire de Bulgarie et utilisée pour le roumain jusqu’en 1860.
Le « royaume des Bulgares et des Valaques » se fragmente au XIVe siècle en plusieurs petits états dont, entre-autres, les tsarats de Vidin et Tarnovo, et les voïvodats de Dobrogée et d’Argeș (qui devint vassal de la Hongrie puis se rendit indépendant comme Principauté de Valachie en 1330 à la bataille de Posada). Ces états restèrent sous l’autorité religieuse du Patriarche de Tarnovo, mais suivirent des chemins différents sur le plan ethnique et politique : dans ceux de Vidin et Tarnovo la composante valaque devint minoritaire, alors qu’en Valachie c’est la composante slave qui devint minoritaire ; quant à la Dobrogée, elle resta pluriethnique (avec aussi des minorités grecques et arméniennes).
À partir de là, et notamment pendant la longue domination turque (1396-1878), les Valaques sont progressivement assimilés, en Bulgarie, par la majorité slave, et au XIXe siècle seuls subsistent des minorités éparses le long du Danube (où ils sont principalement pêcheurs et producteurs de cannes) et sur les piémonts des montagnes (où ils sont principalement bergers). Ces Valaques participent aux révoltes des Bulgares en 1876 et subissent la répression turque par l’armée ottomane, qui choque l’Europe (« massacres bulgares »). À la suite de cette répression, de nombreux membres de la communauté roumaine de Bulgarie partirent s’installer dans la principauté de Roumanie voisine.
Après l’indépendance en 1878 de la Bulgarie, les relations entre les deux peuples et les deux pays, très cordiales jusque-là (la Roumanie ayant servi de base et de refuge aux combattants bulgares), connurent une dégradation notable en 1913, lorsque l’état-major roumain, contre l’avis du Parlement, se lança durant la Deuxième Guerre balkanique dans une campagne militaire contre la Bulgarie, lui arrachant une partie de son territoire : la Dobroudja du Sud. Cela fut perçu par l’opinion bulgare comme un « coup de poignard dans le dos » et, trois ans plus tard, pendant la Première Guerre mondiale, se traduisit par le massacre à la baïonnette des blessés roumains de la bataille de Tutrakan (gagnée par la Bulgarie). Cet épisode dramatique laissa des traces dans l’opinion des deux pays, et incita les roumanophones à éviter de se déclarer comme tels. Malgré la « grande amitié prolétarienne bulgaro-roumaine » des années communistes, la construction du « Pont de l’Amitié » entre Giurgiu et Roussé et l’entrée simultanée des deux pays dans l’Union européenne en 2007, cette méfiance réciproque ne s’est pas complètement estompée : la situation des minorités, Valaque/Roumaine en Bulgarie et Bulgare en Roumanie, s’en ressent encore. Les livres d'histoire des deux pays ont tendance à occulter le passé commun des deux peuples, malgré le travail de la Commission mixte inter-académique bulgaro-roumaine d'histoire.
Les bergers roumains ont parcouru leur transhumance jusqu'au 20e siècle. Alors que ceux de Yougoslavie ne pouvaient plus quitter leur pays, ils continuaient d'aller en Grèce, même à travers les frontières surgies des guerres balkaniques. Les cabanes (kolibi) qu'ils occupaient durant l'été dans les montagnes des Rhodopes constituaient leur habitat fixe. Ils descendaient l'hiver avec leurs troupeaux vers les plaines en Grèce et en Turquie. Ces déplacements impliquaient beaucoup de bêtes et de gens. Chaque déplacement regroupait jusqu'à vingt familles, organisées par unités domestiques, ayant à leur tête un « kikaja ». Les femmes portaient une croix tatouée sur leur front, et exhibaient les richesses de leur famille dans leurs parures. Les parents et enfants restaient ensemble jusqu'au mariage du dernier né, qu'il soit un garçon ou une fille ; alors, la famille partageait ses biens entre ses membres, les bêtes n'étant partagées que par les hommes, le père recevant une part égale à celle de ses fils. Même après le partage, la famille restait ensemble. Les hommes étaient polyglottes, parlant valaque et grec, quelquefois le turc. Pour les grandes familles, être berger signifiait aussi être marchand, grâce à tous les contacts humains que la transhumance favorisait. Les bêtes étaient revendues ; la laine était proposée directement à la population rencontrée ou aux usines de Bulgarie. Les chevaux permettaient le transport de marchandises et de biens. Certains se spécialisaient dans le transport et les caravanes, par exemple pour le bois dans les forêts des Rhodopes. Cette économie commença à décliner vers 1910, lorsque l'État bulgare mena une politique pour boiser les paturages, et que l'État roumain prenait des mesures pour favoriser les immigrants valaques.